# Bluttribut
Als Bluttribut (spanisch tributo de sangre) wurde umgangssprachlich das Recht an Familien (spanisch derecho de familias) bezeichnet, nachdem auf alle 100 Tonnen Handelsgüter auf Schiffen, die die Insel Gran Canaria anliefen fünf kanarische Familien gen Amerika geschickt werden mussten. Diese Verpflichtung ist Teil des "Reglamento Real" von 1718, mit dem das Handelsmonopol mit Amerika aufgehoben wurde, das zuvor die Casa de Contratación innehatte. 
Die Emigration nach Amerika war seit 1574 verboten, um die Entvölkerung der Insel zu vermeiden, doch nach der Agrarkrise am Ende des 17. Jahrhunderts zeichnete sich eine Überbevölkerung ab und es schien angemessen, die Emigration als Ventil zu nutzen. Im Laufe des 18. Jahrhunderts entwickelte sich das "derecho de familias" zu einer fiskalischen Bestimmung; es war den Schiffseigentümern nun möglich, diese Verpflichtung mit einer Geldzahlung zu begleichen, wenn sich keine Familien fanden, die bereit waren zu den offiziellen Bedingungen auszuwandern. Der Bluttribut wurde 1778 aufgehoben. 
Die Auswirkung dieser Zwangsemigration war bedeutend und trug dazu bei, die spanische Präsenz in denjenigen Teilen des Spanischen Kolonialreichs in Amerika zu festigen, die von potenziellen Rivalen bedroht wurden, wie Portugal, das vom südlichen Brasilien aus in die Region des Río de la Plata drängte oder England und Frankreich in den Gebieten nördlich des Rio Grande, im Golf von Mexiko und in der Karibik. Stadtgründungen wie Montevideo und San Antonio in Texas und die Wiederbevölkerung, die in Kuba, Puerto Rico und im Mississippi-Delta erreicht wurde, zeigen die Bedeutung der Bemühungen der spanischen Krone, mithilfe von Siedlern von den Kanarischen Inseln Amerika zu bevölkern.
Heutzutage gibt es noch Nachfahren der kanarischen Emigranten aus dem 18. Jahrhundert in einigen Gebieten im Mississippi-Delta, die zumindest in den älteren Generationen noch die spanische Sprache und einen gewissen Stolz auf ihre Herkunft bewahrt haben.